# サッカーイラン代表

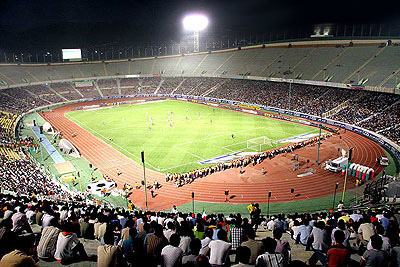
テヘランにあるアザディ・スタジアム

サッカーイラン代表（サッカーイランだいひょう）は、イラン・イスラム共和国サッカー連盟（FFIRI）によって構成される、イランの男子サッカーのナショナルチームである。
アジアサッカー連盟（AFC）と中央アジアサッカー協会（CAFA）所属。愛称の「Team Melli」は、ペルシア語で国民のチームの意。

## 概要
イラン代表はAFCアジアカップで3度、アジア大会で4度、西アジアサッカー選手権で4度、CAFAネーションズカップで1度の優勝歴を有する。
FIFAワールドカップには1978年アルゼンチン大会で初出場を果たした。これまで1998年フランス大会、2006年ドイツ大会、2014年ブラジル大会、2018年ロシア大会、2022年カタール大会に出場しているが、全ての大会でグループリーグ敗退となっている。なお、W杯での初勝利は1998年大会のアメリカ戦である。

## 歴史

### 20世紀
FIFAワールドカップ初出場は1978年アルゼンチン大会である。オランダに0-3で敗れた後、スコットランドと引き分けてイラン代表初の勝ち点1を獲得するも、最終節でペルーに負けてグループ4最下位で敗退した。
AFCアジアカップには開催国として初出場した1968年大会から1972年タイ大会、1976年イラン大会と3連覇を果たしている（この間13戦全勝）。これは2023年大会終了時点で唯一の記録である。
1982年W杯スペイン大会、1986年メキシコ大会の予選には出場しなかった。3大会ぶりの参戦となった1990年イタリア大会アジア予選では1次予選で姿を消し、1994年アメリカ大会アジア予選では上位2か国が本大会に出場できる最終予選まで駒を進めたが、6チーム中5位で敗退となった（2勝3敗）。
1998年フランスW杯アジア予選では最終予選グループA（サウジアラビア、中国、カタール、クウェートと同組）で混戦ながら2位を勝ち取り、アジア第3代表の座を争う日本とのAFCプレーオフに出場することになった。そして、1997年11月16日にマレーシア・ジョホールバルで行われた一戦は、延長戦で岡野雅行にゴールデンゴールを許し敗戦（日本国内ではジョホールバルの歓喜と呼称される）。日本に初出場を献上すると共に、W杯最後の1枠を賭けたオセアニア代表（オーストラリア）との大陸間プレーオフに回ることになった。その大陸間プレーオフでは、ホームであるアザディ・スタジアムでの第1戦を1-1の引き分けで終える。アウェイでの第2戦は後半3分までに2点リードを許しながらも、カリム・バゲリとコダダド・アジジの連続得点で追いつき、2-2で終了。合計スコアは3-3だが、アウェーゴール数で上回るイランが20年ぶりの本大会出場権を手にした。
本大会では、グループF第2戦のアメリカ戦でアジア勢唯一となる勝利を挙げる（W杯初勝利）も、ユーゴスラビアに0-1、ドイツに0-2でそれぞれ敗れ、1勝2敗のグループ3位で決勝トーナメント進出はならなかった。

### 2000年代
レバノンで開催された2000年のアジアカップでは1次リーグを突破しベスト8に進出。準々決勝では1次リーグを1勝1分1敗と苦戦した韓国との対戦となった。1点リード（1-0）の後半ロスタイムにアリ・ダエイのクリアミスから追いつかれると、延長前半にゴールデンゴールを奪われ散った。
2002年日韓W杯予選では、アジア最終予選の最終戦でバーレーンをアウェイで破れば出場権獲得という状況だったが、1-3の大敗でアジア3位決定戦に回った。3位決定戦ではアラブ首長国連邦に2戦2勝して突破。勝利すれば本選出場権を得る大陸間プレーオフではアイルランドに2戦合計1-2（ホーム1-0、アウェイ0-2）で敗れ、2大会連続出場を逃した。2004年に中国で開催されたアジアカップでは、準決勝で中国にPK戦で敗れた後、3位決定戦でバーレーンに4-2で勝ち3位となった。
2006年ドイツW杯アジア予選では1次予選でヨルダンにホームで敗れて敗退の危機に陥ったが、アウェーで同国に勝利し、グループ1首位で最終予選進出に成功。最終予選では日本、バーレーン、北朝鮮と同組になり、4勝1分1敗で日本に次ぐ勝ち点13を獲得し危なげなく本大会出場権を獲得した。本大会ではグループDに入ったが、第1戦でメキシコ相手に1-3、第2戦でポルトガル相手に0-2と連続して完敗を喫し、1試合を残して1次リーグ敗退が決定した。最終戦で初出場のアンゴラと引き分け、1分2敗・グループリーグ最下位で大会を終えた。2007年のアジアカップでは、準々決勝で韓国にPK戦の末敗れてベスト8に留まった。

### 2010年代
2010年南アフリカW杯のアジア最終予選では、敗戦こそサウジアラビア戦の1敗のみだったものの、引き分けが5試合に達するなど勝ちきれない試合が多く韓国と北朝鮮の後塵を拝し予選で敗退した。アジアカップの2011年カタール大会、2015年オーストラリア大会ではいずれもグループリーグを3連勝して首位通過するも、準々決勝で敗退して3大会連続で8強止まりとなった。
2017年6月12日、翌年のロシアW杯・アジア3次予選で首位通過が確定し本大会出場が決定した。なお、この2018年大会予選ではアジア2次予選、3次予選全18試合を無敗で終え、さらに2015年11月12日のトルクメニスタン戦以降、予選新記録となる1121分無失点の記録を更新した。
ロシアW杯開幕前の2018年6月11日、ナイキはアメリカ政府のイラン制裁措置に基づきイラン代表へのシューズ提供の停止を発表した。その2018年大会では、グループリーグでポルトガル、スペイン、モロッコと同組になった。初戦のモロッコには試合終了間際アディショナルタイムに相手のオウンゴールで1-0と勝利し、ワールドカップ20年ぶりの勝利を挙げた。しかし2戦目のスペインには0-1と敗れ、3戦目のポルトガルには先制されたものの、後半8分にGKアリレザ・ベイランヴァンドがクリスティアーノ・ロナウドのPKを止め、さらには後半終了間際にPKで追いつき1-1と引き分けた。最終的に過去最高の勝ち点4を獲得したものの、ともに勝ち点5だったスペインとポルトガルに及ばずグループ3位で決勝トーナメント進出はならなかった。いわゆる死の組に入ったため、大会前は3試合で勝ち点1の獲得が現実的な目標とされていたが、大方の予想に反して激闘を演じた。大会後、カリム・アンサリファルドは「将来は明るい」とロシアW杯を振り返った。
翌年のアジアカップは準決勝で日本に敗れ、6年に渡る対アジア39戦無敗という記録がついえた。大会後にカルロス・ケイロス監督はイラン政府とイランサッカー連盟によるサポートがなく、カタールの援助なしでは合宿も準備も練習試合もできなかったであろう窮状に語気を強めた。

### 2020年代
FIFAランキングでアジア首位の状態で挑んだ2022 FIFAワールドカップでは、イングランド、ウェールズ、そして政治的背景が色濃いアメリカと同じグループBに組み分けされた。初戦のイングランド戦では後半にメフディ・タレミが2ゴールを挙げるも2-6と大敗。しかし、ウェールズ戦では試合終盤に相手GKのウェイン・ヘネシーがレッドカードを受けて退場したことで数的優位に立ち、後半ATに2得点を決めて2-0の劇的勝利を飾った。ウェールズ戦で勝利したことで引き分け以上でグループリーグ突破となるアメリカ戦では、38分にクリスチャン・プリシッチにゴールを決められてそのまま追いつくことができないまま0-1の惜敗。その結果、6大会連続でのグループリーグ敗退となり、悲願の決勝トーナメント進出は今大会も果たせずに終わった。
2023年3月13日、アミール・ガレノイーがイラン代表の新監督に就任した。2006年から2007年まで同チームを指揮しており、18年ぶりの再招へいとなった。AFCアジアカップ2023では、準々決勝でFIFAランキングが格上の日本と対戦。前半に日本代表の守田英正に先制を許すも後半に1点を返し、更にはアディショナルタイムにPKを獲得してアリレザ・ジャハンバフシュがゴールを決め、2-1で前回大会の屈辱を晴らしベスト4へ進出した。しかし、準決勝ではカタールに2-3で敗れ、2大会連続のベスト4止まりとなった。

## エピソード
2022年11月21日（現地時間）、ドーハにて行われた2022 FIFAワールドカップでの対イングランド戦において、イラン代表の選手らが試合前の国歌斉唱を行わなかった。祖国で続く反政府デモへの政府側の対応に反対すると共に、マフサ・アミニ抗議運動を続けるイランの女性や学生たちを支持する意思を示したものとされる。また同年11月24日には、2018 FIFAワールドカップにも出場した元イラン代表選手のヴォリア・ガフーリが「プロパガンダ拡散」の疑いで逮捕された。翌25日の対ウェールズ戦の試合会場には、ガフーリの名前が書かれた帽子をかぶる観客たちの姿もあった。一方、イラン国民は政権寄りとされる代表チームを支持せず、イングランドに大敗すると代表チームの敗北は政権の敗北の象徴である（＝抗議の意思を示す絶好の機会）として国民の抗議運動はさらに加速した。これを受けてイラン政府はイスラム革命防衛隊経由でイラン代表チームに対して抗議運動に加担しないように脅迫し（大会前には選手らに車などをプレゼントするとしていたが、イングランド戦での国歌斉唱拒否後には一転して選手の家族への拷問も選択肢の一つであると脅した）代表メンバーは次のウェールズ戦では通常通り国歌を歌った。そしてイラン代表がアメリカ戦で敗れてグループステージ敗退が決まるとイラン国民はそれを祝い、死傷者が出るほど反政府デモはより一層過激化した。

## 成績

### FIFAワールドカップ
| 開催国 / 年 | 成績               | 試           | 勝           | 分           | 負           | 得           | 失           |
| ----------- | ------------------ | ------------ | ------------ | ------------ | ------------ | ------------ | ------------ |
| 1930        | 不参加             | 不参加       | 不参加       | 不参加       | 不参加       | 不参加       | 不参加       |
| 1934        | 不参加             | 不参加       | 不参加       | 不参加       | 不参加       | 不参加       | 不参加       |
| 1938        | 不参加             | 不参加       | 不参加       | 不参加       | 不参加       | 不参加       | 不参加       |
| 1950        | 不参加             | 不参加       | 不参加       | 不参加       | 不参加       | 不参加       | 不参加       |
| 1954        | 不参加             | 不参加       | 不参加       | 不参加       | 不参加       | 不参加       | 不参加       |
| 1958        | 不参加             | 不参加       | 不参加       | 不参加       | 不参加       | 不参加       | 不参加       |
| 1962        | 不参加             | 不参加       | 不参加       | 不参加       | 不参加       | 不参加       | 不参加       |
| 1966        | 不参加             | 不参加       | 不参加       | 不参加       | 不参加       | 不参加       | 不参加       |
| 1970        | 不参加             | 不参加       | 不参加       | 不参加       | 不参加       | 不参加       | 不参加       |
| 1974        | 予選敗退           | 予選敗退     | 予選敗退     | 予選敗退     | 予選敗退     | 予選敗退     | 予選敗退     |
| 1978        | 1次リーグ敗退      | 3            | 0            | 1            | 2            | 2            | 8            |
| 1982        | 参加辞退           | 参加辞退     | 参加辞退     | 参加辞退     | 参加辞退     | 参加辞退     | 参加辞退     |
| 1986        | 参加資格取消       | 参加資格取消 | 参加資格取消 | 参加資格取消 | 参加資格取消 | 参加資格取消 | 参加資格取消 |
| 1990        | 予選敗退           | 予選敗退     | 予選敗退     | 予選敗退     | 予選敗退     | 予選敗退     | 予選敗退     |
| 1994        | 予選敗退           | 予選敗退     | 予選敗退     | 予選敗退     | 予選敗退     | 予選敗退     | 予選敗退     |
| 1998        | グループリーグ敗退 | 3            | 1            | 0            | 2            | 2            | 4            |
| 2002        | 予選敗退           | 予選敗退     | 予選敗退     | 予選敗退     | 予選敗退     | 予選敗退     | 予選敗退     |
| 2006        | グループリーグ敗退 | 3            | 0            | 1            | 2            | 2            | 6            |
| 2010        | 予選敗退           | 予選敗退     | 予選敗退     | 予選敗退     | 予選敗退     | 予選敗退     | 予選敗退     |
| 2014        | グループリーグ敗退 | 3            | 0            | 1            | 2            | 1            | 4            |
| 2018        | グループリーグ敗退 | 3            | 1            | 1            | 1            | 2            | 2            |
| 2022        | グループリーグ敗退 | 3            | 1            | 0            | 2            | 4            | 7            |
| 2026        |                    |              |              |              |              |              |              |
| 合計        | 出場7回            | 18           | 3            | 4            | 11           | 13           | 31           |

### AFCアジアカップ
| 開催年 | 結果               | 試合     | 勝利     | 引分     | 敗戦     | 得点     | 失点     |
| ------ | ------------------ | -------- | -------- | -------- | -------- | -------- | -------- |
| 1956   | 棄権               | 棄権     | 棄権     | 棄権     | 棄権     | 棄権     | 棄権     |
| 1960   | 予選敗退           | 予選敗退 | 予選敗退 | 予選敗退 | 予選敗退 | 予選敗退 | 予選敗退 |
| 1964   | 棄権               | 棄権     | 棄権     | 棄権     | 棄権     | 棄権     | 棄権     |
| 1968   | 優勝               | 4        | 4        | 0        | 0        | 11       | 2        |
| 1972   | 優勝               | 5        | 5        | 0        | 0        | 12       | 4        |
| 1976   | 優勝               | 4        | 4        | 0        | 0        | 13       | 0        |
| 1980   | 3位                | 6        | 3        | 2        | 1        | 16       | 6        |
| 1984   | 4位                | 6        | 2        | 4        | 0        | 8        | 3        |
| 1988   | 3位                | 6        | 2        | 2        | 2        | 3        | 4        |
| 1992   | グループリーグ敗退 | 3        | 1        | 1        | 1        | 2        | 1        |
| 1996   | 3位                | 6        | 3        | 2        | 1        | 14       | 6        |
| 2000   | ベスト8            | 4        | 2        | 1        | 1        | 7        | 3        |
| 2004   | 3位                | 6        | 3        | 3        | 0        | 14       | 8        |
| 2007   | ベスト8            | 4        | 2        | 2        | 0        | 6        | 3        |
| 2011   | ベスト8            | 4        | 3        | 0        | 1        | 6        | 2        |
| 2015   | ベスト8            | 4        | 3        | 1        | 0        | 7        | 3        |
| 2019   | ベスト4            | 6        | 4        | 1        | 1        | 12       | 3        |
| 2023   | ベスト4            | 6        | 4        | 1        | 1        | 12       | 7        |
| 合計   | 15/18              | 74       | 45       | 20       | 9        | 143      | 55       |

### CAFAネーションズカップ
| 開催年 | 結果 | 試合 | 勝利 | 引分 | 敗戦 | 得点 | 失点 |
| ------ | ---- | ---- | ---- | ---- | ---- | ---- | ---- |
| 2023   | 優勝 | 3    | 3    | 0    | 0    | 12   | 2    |
| 合計   | 1/1  | 3    | 3    | 0    | 0    | 12   | 2    |

### アジア競技大会
| 開催年 | 結果               | 試合   | 勝利   | 引分   | 敗戦   | 得点   | 失点   |
| ------ | ------------------ | ------ | ------ | ------ | ------ | ------ | ------ |
| 1951   | 準優勝             | 3      | 2      | 0      | 1      | 2      | 1      |
| 1954   | 不参加             | 不参加 | 不参加 | 不参加 | 不参加 | 不参加 | 不参加 |
| 1958   | グループリーグ敗退 | 2      | 0      | 0      | 2      | 0      | 9      |
| 1962   | 不参加             | 不参加 | 不参加 | 不参加 | 不参加 | 不参加 | 不参加 |
| 1966   | 準優勝             | 7      | 4      | 0      | 3      | 9      | 6      |
| 1970   | グループリーグ敗退 | 2      | 0      | 1      | 1      | 2      | 3      |
| 1974   | 優勝               | 7      | 7      | 0      | 0      | 20     | 1      |
| 1978   | 棄権               | 棄権   | 棄権   | 棄権   | 棄権   | 棄権   | 棄権   |
| 1982   | ベスト8            | 4      | 2      | 0      | 2      | 3      | 2      |
| 1986   | ベスト8            | 5      | 3      | 1      | 1      | 13     | 2      |
| 1990   | 優勝               | 5      | 4      | 1      | 0      | 7      | 1      |
| 1994   | グループリーグ敗退 | 4      | 1      | 2      | 1      | 5      | 2      |
| 1998   | 優勝               | 8      | 7      | 0      | 1      | 25     | 7      |
| 合計   | 10/13              | 47     | 30     | 5      | 12     | 86     | 34     |

### 西アジア競技大会
| 開催年 | 結果   | 試合 | 勝利 | 引分 | 敗戦 | 得点 | 失点 |
| ------ | ------ | ---- | ---- | ---- | ---- | ---- | ---- |
| 1997   | 優勝   | ?    | ?    | ?    | ?    | ?    | ?    |
| 2002   | 準優勝 | 4    | 1    | 3    | 0    | 5    | 4    |
| 2005   | 3位    | 4    | 3    | 1    | 0    | 10   | 2    |
| 合計   | 3/3    | 8    | 4    | 4    | 0    | 15   | 6    |

### ECOカップ
| 開催年 | 結果   | 試合 | 勝利 | 引分 | 敗戦 | 得点 | 失点 |
| ------ | ------ | ---- | ---- | ---- | ---- | ---- | ---- |
| 1965   | 優勝   | 2    | 1    | 1    | 0    | 4    | 1    |
| 1967   | 準優勝 | 2    | 1    | 0    | 1    | 2    | 1    |
| 1969   | 準優勝 | 2    | 1    | 0    | 1    | 4    | 6    |
| 1970   | 優勝   | 2    | 1    | 1    | 0    | 8    | 1    |
| 1974   | 準優勝 | 2    | 1    | 0    | 1    | 2    | 2    |
| 1993   | 優勝   | 4    | 4    | 0    | 0    | 10   | 1    |
| 合計   | 6/6    | 14   | 9    | 2    | 3    | 30   | 12   |

### 西アジアサッカー選手権
| 開催年 | 結果   | 試合 | 勝利 | 引分 | 敗戦 | 得点 | 失点 |
| ------ | ------ | ---- | ---- | ---- | ---- | ---- | ---- |
| 2000   | 優勝   | 5    | 4    | 1    | 0    | 7    | 1    |
| 2002   | 3位    | 4    | 1    | 2    | 1    | 4    | 3    |
| 2004   | 優勝   | 4    | 4    | 0    | 0    | 17   | 3    |
| 2007   | 優勝   | 4    | 3    | 1    | 0    | 5    | 1    |
| 2008   | 優勝   | 4    | 4    | 0    | 0    | 13   | 2    |
| 2010   | 準優勝 | 4    | 2    | 1    | 1    | 8    | 5    |
| 合計   | 6/6    | 25   | 18   | 5    | 2    | 54   | 15   |

## 歴代記録

### 出場数ランキング

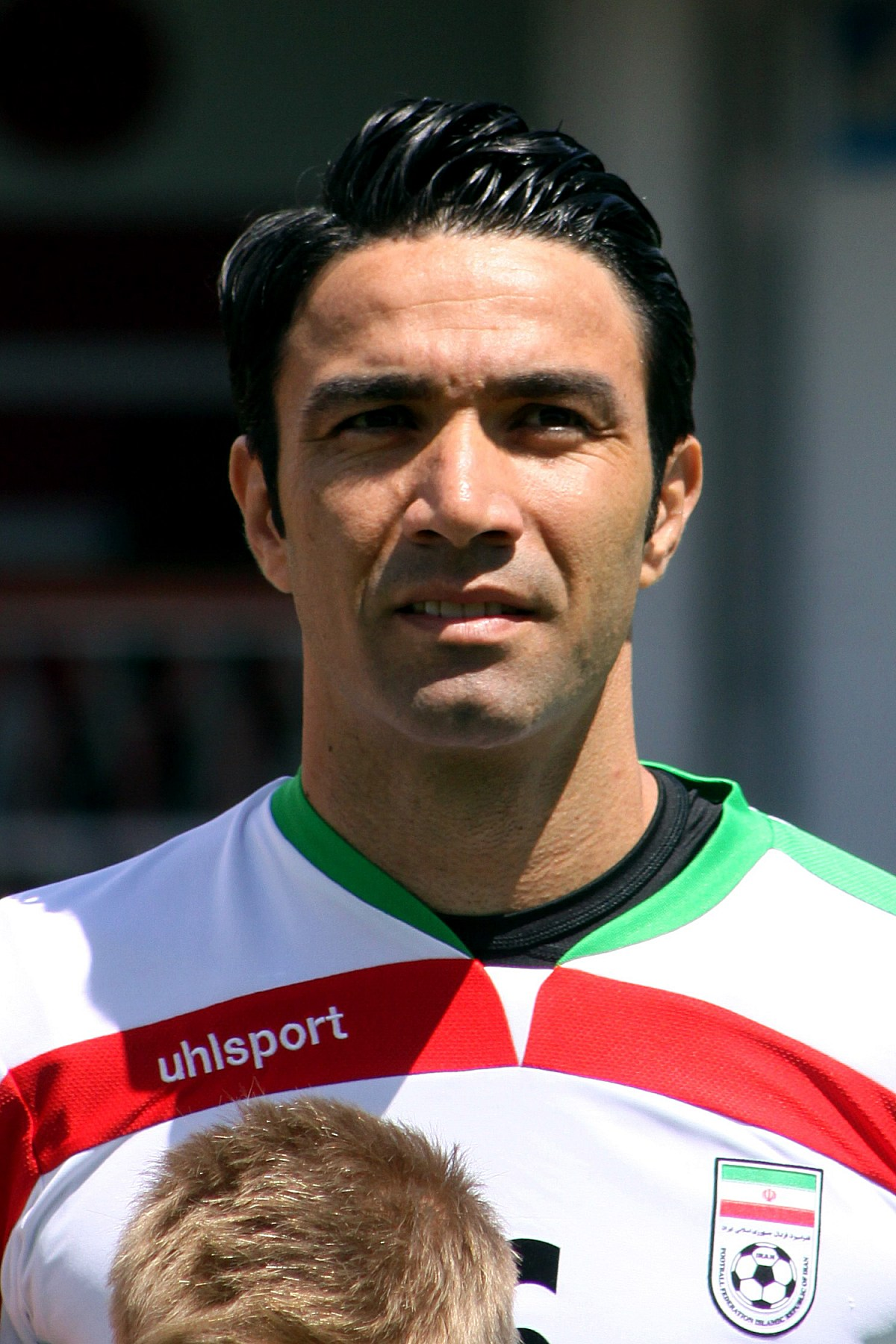
最多出場者であるジャバド・ネクナムは、通算151キャップを数える。

2024年2月7日現在
| 順位 | 名前                       | 出場 | 得点 | 期間      |
| ---- | -------------------------- | ---- | ---- | --------- |
| 1    | ジャバド・ネクナム         | 151  | 38   | 2000-2015 |
| 2    | アリ・ダエイ               | 149  | 109  | 1993-2006 |
| 3    | エフサン・ハジサフィ       | 142  | 7    | 2008-     |
| 4    | アリ・カリミ               | 127  | 38   | 1998-2012 |
| 5    | ジャラール・ホセイニー     | 115  | 8    | 2007-2018 |
| 6    | メフディ・マハダヴィキア   | 110  | 13   | 1996-2009 |
| 7    | カリム・アンサリファルド   | 104  | 30   | 2009-     |
| 8    | アンドラニク・テイムリアン | 101  | 9    | 2005-2016 |
| 9    | カリム・バゲリ             | 87   | 50   | 1993-2010 |
| 9    | マスード・ショジャエイ     | 87   | 8    | 2004-2019 |

### 得点数ランキング

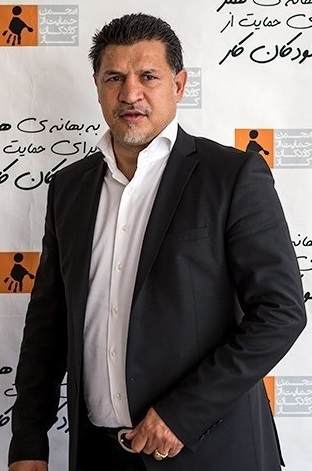
最多得点者であるアリ・ダエイは通算109ゴールを挙げており、これはクリスティアーノ・ロナウド、リオネル・メッシに次いで世界第3位の記録である。

2024年2月7日現在
| #  | 名前                         | 得点 | 出場 | 期間      | 得点率 |
| -- | ---------------------------- | ---- | ---- | --------- | ------ |
| 1  | アリ・ダエイ                 | 109  | 149  | 1993-2006 | 0.74   |
| 2  | サルダル・アズムン           | 51   | 80   | 2014-     | 0.64   |
| 3  | カリム・バゲリ               | 50   | 87   | 1993-2010 | 0.57   |
| 4  | メフディ・タレミ             | 45   | 81   | 2015-     | 0.56   |
| 5  | アリ・カリミ                 | 38   | 127  | 1998-2012 | 0.30   |
| 5  | ジャバド・ネクナム           | 38   | 151  | 2000-2015 | 0.26   |
| 7  | カリム・アンサリファルド     | 30   | 104  | 2009-     | 0.29   |
| 8  | ゴラム・ホセイン・マズルーミ | 19   | 40   | 1969-1977 | 0.48   |
| 9  | ファルシャド・パイアス       | 18   | 34   | 1984-1994 | 0.53   |
| 10 | レザ・グーチャンネジャード   | 17   | 44   | 2012-2018 | 0.36   |

## 歴代監督
- イーゴリ・ネット 1970-1971
- モハンマド・マーエリーコハン（英語版） 1995-1997, 2009
- ヴァルデイル・ヴィエイラ 1997
- ジャラール・ターレビー（英語版） 1998, 2000
- トミスラフ・イヴィッチ 1998
- ミロスラブ・ブラジェビッチ 2000-2001
- ホマーユーン・シャーフロヒー（英語版） 2003
- ブランコ・イバンコビッチ 2001-2002, 2003
- アミール・ガレノイー（英語版） 2006-2007, 2023-
- ハビエル・クレメンテ 2008
- アリ・ダエイ 2008-2009
- アフシン・ゴトビ 2009-2011
- カルロス・ケイロス 2011-2019, 2022
- マルク・ヴィルモッツ 2019-2020
- ドラガン・スコチッチ 2020-2022

## 歴代選手
| - アハマド・レザ・アベドザデ - アリレザ・ハギギ - アリレザ・ベイランヴァンド - アミル・アベドザデ - ホセイン・ホセイニ - パヤム・ニアズマンド | - ヤフヤ・ゴルモハマディー - ジャラール・ホセイニー - アンドラニク・エスカンダリアン - ホセイン・カエビ - ラフマン・レザイー - ショジャー・ハリルザデー - モルテザ・プーラリガンジ - ミラド・モハマディー - マジード・ホセイニー - サデグ・モハラミ | - アンドラニク・テイムリアン - アシュカン・デジャガ - マスード・ショジャエイ - アリ・カリミ - ジャバド・ネクナム - フェリードゥーン・ザンディー - カリム・バゲリ - メフディ・マハダヴィキア - エフサン・ハジサフィ - ヤアグーブ・キャリーミー - アリレザ・ジャハンバフシュ - ヴァヒド・アミリ - メフディ・トラビ - サイード・エザトラヒ - サマン・ゴドス | - コダダド・アジジ - ジャバド・カゼミヤン - アリ・ダエイ - ヴァヒド・ハシェミアン - アラシュ・ボルハニ - カリム・アンサリファルド - レザ・グーチャンネジャード - メフディー・シャリーフィー - サルダル・アズムン - メフディ・タレミ |